# IC 3701/2
IC 3701/2 је галаксија у сазвијежђу Дјевица која се налази на листи објеката дубоког неба у Индекс каталогу.
Деклинација објекта је + 11° 2' 58" а ректасцензија 12h 43m 31,4s. Привидна величина (магнитуда) објекта IC 3701 износи 16,0 а фотографска магнитуда 17,0. IC 37012 је још познат и под ознакама VCC 1971.